# 連島町事件
連島町事件（つらじまちょうじけん）とは、1950年8月15日に日本で発生した事件である。
1949年9月8日、GHQの指示を受けた法務府は告示第51号を出し、在日本朝聯と在日本朝鮮民主青年同盟（民青）に対し団体等規正令を適用して解散命令を下す。また朝鮮学校と民団総連も解散請求を受けた。これらの措置は在日朝鮮人の生活に直接の打撃を与えた。将来に不安を抱いた朝鮮人同胞らの中には、革命を叫んで公共施設を不法占拠し火炎瓶で武装した事件が起きた。
こうした世情不安の中、岡山県浅口郡連島町（現在の岡山県倉敷市）で、朝鮮解放5周年を祝って約700名の朝鮮人が集まり集会を強行したため、これを制止しようとした警察と乱闘になり8名を検挙した。この事件で警察官15名が負傷した。